# XQuery

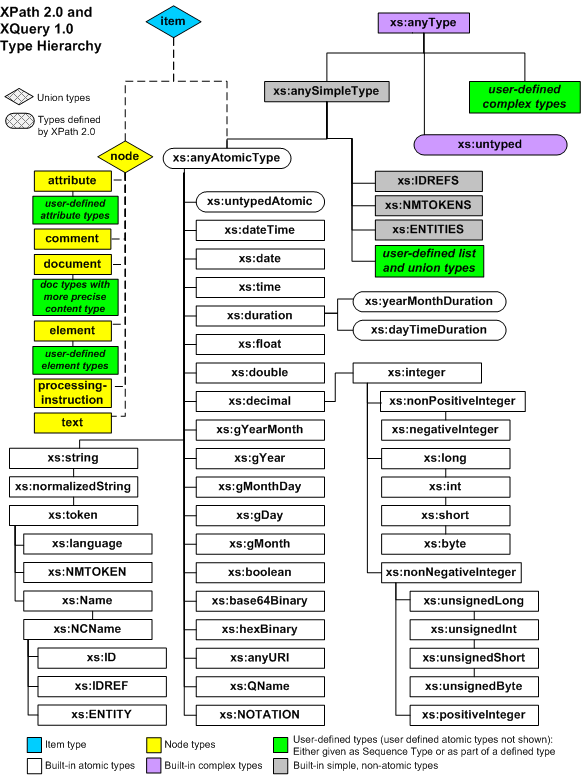
Ejemplo de jerarquía XQuery

XQuery es un lenguaje de consulta diseñado para colecciones de datos XML. Es semánticamente similar a SQL, aunque incluye algunas capacidades de programación.
XQuery 1.0 fue desarrollado por el grupo de trabajo de Consulta XML del W3C. El trabajo fue estrechamente coordinado con el desarrollo de XSLT 2.0 por el Grupo de trabajo XSL; los dos grupos compartieron la responsabilidad del XPath 2.0, que es un subconjunto de XQuery 1.0. XQuery 1.0 es una Recomendación del W3C desde el 23 de enero de 2007.

## Características
XQuery proporciona los medios para extraer y manipular información de documentos XML, o de cualquier fuente de datos que pueda ser representada mediante XML como, por ejemplo, bases de datos relacionales o documentos ofimáticos. 
XQuery utiliza expresiones XPath para acceder a determinadas partes del documento XML. Añade, además, expresiones similares a las usadas en SQL, conocidas como expresiones FLWOR. Las expresiones FLWOR toman su nombre de los 5 tipos de sentencias de las que pueden estar compuestas: FOR, LET, WHERE, ORDER BY y RETURN.
También incluye la posibilidad de construir nuevos documentos XML a partir de los resultados de la consulta. Se puede usar una sintaxis similar a XML si la estructura (elementos y atributos) es conocida con antelación, o usar expresiones de construcción dinámica de nodos en caso contrario. Todos estos constructores se definen como expresiones dentro del lenguaje, y se pueden anidar arbitrariamente.
El lenguaje se basa en el modelo en árbol de la información contenida en el documento XML, que consiste en siete tipos distintos de nodo: elementos, atributos, nodos de texto, comentarios, instrucciones de procesamiento, espacios de nombres y nodos de documentos.
El sistema de tipos usado por el lenguaje considera todos los valores como secuencias, asumiéndose un valor simple como una secuencia de un solo elemento. Los elementos de una secuencia pueden ser valores atómicos o nodos. Los valores atómicos pueden ser números enteros, cadenas de texto, valores booleanos, etc. La lista completa de los tipos disponibles está basada en las primitivas definidas en XML Schema.
XQuery 1.0 no incluye capacidad de actualizar los documentos XML. Tampoco puede realizar búsquedas textuales. Estas dos capacidades están siendo objeto de desarrollo para su posible incorporación en la siguiente versión del lenguaje.

## Ejemplos
El siguiente ejemplo de código XQuery lista los personajes que aparecen en cada acto del Hamlet de Shakespeare, obtenidas a partir del documento hamlet.xml.
```
<
html>
<
head/>
<
body>
{
  for $act in doc("hamlet.xml")//ACT
  let $speakers := distinct-values($act//SPEAKER)
  return
    
<
span>
      
<
h1>{ $act/TITLE/text() }
<
/h1>
      
<
ul>
      {
        for $speaker in $speakers
        return 
<
li>{ $speaker }
<
/li>
      }
      
<
/ul>
    
<
/span>
}

<
/body>
<
/html>
```

XQuery es un lenguaje de programación funcional que consta en su totalidad de expresiones. No hay sentencias, aun cuando algunas de las palabras claves utilizadas puede sugerir un comportamiento similar al de una sentencia. Para ejecutar una función, la expresión dentro del cuerpo de la misma se evalúa y se retorna el resultado obtenido. Por ejemplo, para escribir una función que duplique el valor suministrado como argumento, escribiríamos:
```
declare function local:doubler($x) { $x * 2 }
```

Para escribir una consulta XQuery que retorne el texto "Hola, Mundo", escribimos la expresión:
```
"Hola, Mundo"
```

## Aplicaciones
Una relación de algunos ejemplos de uso de XQuery:
- Extraer información de una base de datos para usarla en un Servicio Web.
- Generar un resumen de la información almacenada en una base de datos XML.
- Realizar búsquedas textuales en la web y compilar los resultados de la misma.
- Seleccionar y transformar datos de XML a XHTML de forma que se puedan publicar en la Web.
- Obtener datos desde diferentes fuentes con vistas a ser integradas por la aplicación.
- Dividir un documento XML que representa una serie de múltiples transacciones en varios documentos XML, uno por cada transacción.